# Mayra Gaviria
Mayra Alexandra Gaviria (* 26. Mai 1997 in Florencia) ist eine kolumbianische Leichtathletin, die sich auf den Hammerwurf spezialisiert hat.

## Sportliche Laufbahn
Erste internationale Erfahrungen sammelte Mayra Gaviria im Jahr 2013, als sie bei den Jugendweltmeisterschaften in Donezk mit 53,82 m mit dem 3-kg-Hammer in der Qualifikation ausschied und anschließend mit 47,93 m den siebten Platz bei den Juniorensüdamerikameisterschaften in Resistencia belegte. Im Jahr darauf nahm sie an den Olympischen Jugendspielen in Nanjing teil und wurde dort mit 57,50 m Dritte im B-Finale und anschließend siegte sie mit 64,94 m bei den Jugendsüdamerikameisterschaften in Cali. 2015 gewann sie mit 57,78 m die Bronzemedaille bei den Panamerikanischen-Juniorenmeisterschaften im kanadischen Edmonton und 2016 belegte sie bei den Ibero-Amerikanischen Meisterschaften in Rio de Janeiro mit 57,35 m den vierten Platz, wurde bei den U20-Weltmeisterschaften in Bydgoszcz mit 52,18 m Fünfte und siegte mit 61,55 m bei den U23-Südamerikameisterschaften in Lima. 2017 wurde sie bei den Südamerikameisterschaften in Luque mit 61,21 m Vierte und startete anschließend bei der Sommer-Universiade in Taipeh, brachte dort aber keinen gültigen Versuch zustande. Im Jahr darauf siegte sie mit 62,10 m erneut bei den U23-Südamerikameisterschaften in Cuenca.
2019 belegte sie bei den Südamerikameisterschaften in Lima mit 63,92 m den fünften Platz und 2021 gewann sie bei den Südamerikameisterschaften in Guayaquil mit 62,46 m die Bronzemedaille hinter der Brasilianerin Mariana Marcelino und Mariana García aus Chile. Im Jahr darauf sicherte sie sich bei den Ibero-Amerikanischen Meisterschaften in La Nucia mit 64,44 m die Bronzemedaille hinter der Spanierin Laura Redondo und Mariana Marcelino aus Brasilien. Kurz darauf gewann sie bei den Juegos Bolivarianos in Valledupar mit 64,93 m die Silbermedaille hinter der Peruanerin Ximena Zorrilla und im Oktober gewann sie bei den Südamerikaspielen in Asunción mit 65,40 m die Silbermedaille hinter der Venezolanerin Rosa Rodríguez. 2023 gewann sie bei den Zentralamerika- und Karibikspielen in San Salvador (CAC) mit 68,61 m die Bronzemedaille hinter der Venezolanerin Rosa Rodríguez und Erica Belvit aus Jamaika. Daraufhin sicherte sie sich bei den Südamerikameisterschaften in São Paulo mit 67,07 m die Silbermedaille hinter der Venezolanerin Rodríguez. Im August schied sie bei den Weltmeisterschaften in Budapest mit 66,82 m in der Qualifikationsrunde aus. Im November belegte sie bei den Panamerikanischen Spielen in Santiago de Chile mit 64,42 m den vierten Platz. Im Jahr darauf gewann sie bei den Ibero-Amerikanischen Meisterschaften in Cuiabá mit 66,92 m die Bronzemedaille hinter der Venezolanerin Rosa Rodríguez und Ximena Zorrilla aus Peru, ehe sie im August bei den Olympischen Sommerspielen in Paris in der Vorrunde keinen gültigen Versuch zustande brachte.
In den Jahren von 2021 bis 2024 wurde Gaviria kolumbianische Meisterin im Hammerwurf.